# Vuelo 137 de Philippine Airlines
El vuelo 137 de Líneas Aéreas Filipinas fue un vuelo de pasajeros programado desde el Aeropuerto Internacional de Ninoy Aquino de Manila hasta el Aeropuerto Nacional de la Ciudad de Bacolod que tuvo un accidente mientras aterrizaba en este último.

## Accidente
El 22 de marzo de 1998, el vuelo 137 pasó por encima de la pista al aterrizar en el Aeropuerto Nacional de la Ciudad de Bacolod. No hubo víctimas mortales entre la tripulación y los pasajeros del avión, pero tres personas murieron en tierra cuando el avión se estrelló en una zona residencial.
El avión, un Airbus A320-214, registrado como RP-C3222, se quedó totalmente destruido. Había estado en servicio casi tres meses antes del accidente.
Una elección incorrecta del piloto en el ordenador de vuelo de a bordo evitó que la potencia se redujera en ralentí, lo que impidió el uso del empuje inverso y los deflectores. El motor se bloqueó y se aplicaron frenos, pero la aeronave no pudo detenerse antes del final de la pista.